# Passé à vendre
Pour plus de détails, voir Fiche technique et Distribution.
Passé à vendre est un film français réalisé par René Pujol et sorti en 1937.

## Synopsis
Maryse fait du chantage à ses anciens amants en menaçant de citer leurs noms dans ses mémoires. Mais un véritable maitre chanteur fait son apparition et encaisse les chèques à sa place.

## Fiche technique
- Réalisation : René Pujol
- Scénario : René Pujol et Aladar Laszlo
- Dialogues : René Pujol
- Société de production : Universum Film
- Pays de production :  France
- Format : Noir et blanc
- Genre : Comédie dramatique
- Durée : 96 minutes
- Date de sortie : 5 mars 1937

## Distribution
- Jeanne Aubert : Maryse Lancret
- Pierre Brasseur : Bob
- Max Michel : André Ferry
- Thérèse Dorny  : Marthe Dupont
- Max Maxudian : Le banquier
- Charles Dechamps : Le compte
- Jean Aquistapace : Enrico - le chanteur
- Jean Aymé
- Henri Beaulieu
- Jean Daurand
- Jacques de Féraudy
- Albert Duvaleix
- Ginette Leclerc
- Jacques Louvigny
- Gaston Mauger